# Eupithecia personata
Eupithecia personata är en fjärilsart som beskrevs av Fletcher 1951. Eupithecia personata ingår i släktet Eupithecia och familjen mätare. Inga underarter finns listade i Catalogue of Life.